# 摩周湖

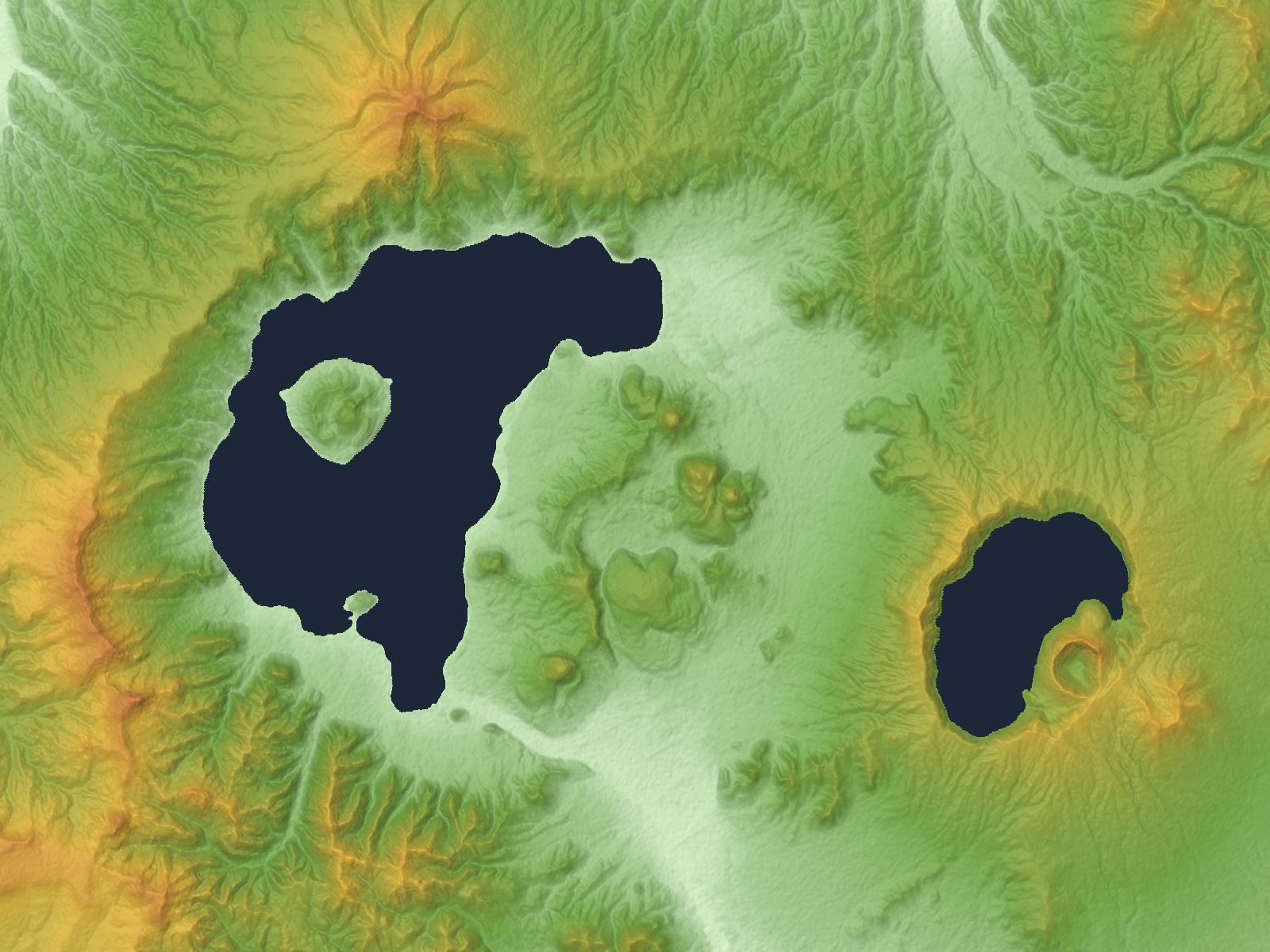
屈斜路破火山口（左）與摩周破火山口（右）周邊地形圖

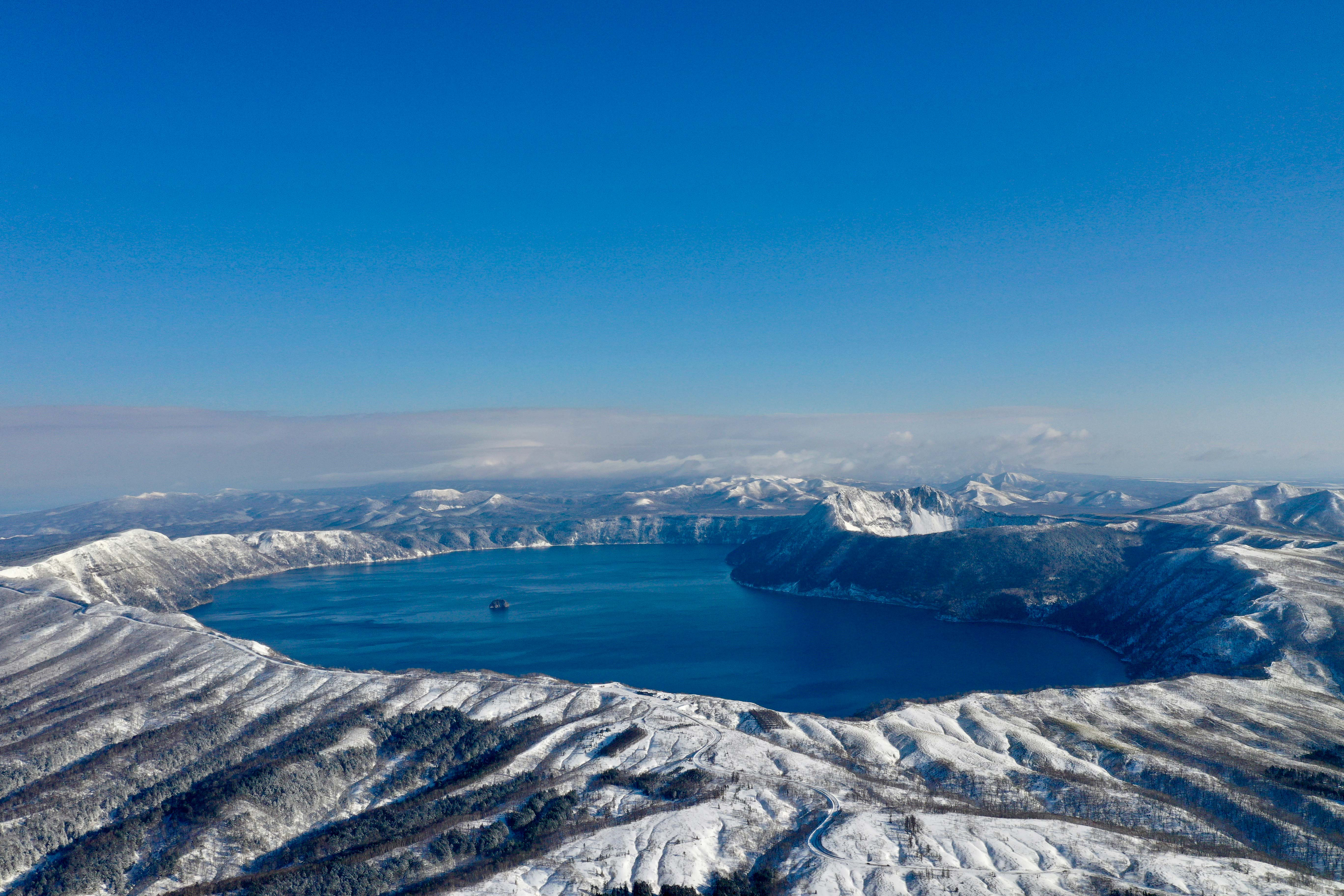
冬季的摩周湖

摩周湖（日语：／ Mashūko）是位于日本北海道東部川上郡弟子屈町的一個火山湖，湖面面積在日本排名第20；以高透明度而知名，在20世紀前半世紀曾以能見深度最深曾達41.6公尺超越貝加爾湖成為全世界透明度最高的湖泊，但目前的能見深度僅約20公尺左右。現被劃入阿寒摩周國立公園的範圍，在2001年被列為北海道遺產。
「摩周」來自於阿伊努語的「mas-un-to」，意思為「有海鷗的湖」，但原住民阿伊努人稱之為「kim-ta-an-kamuy-to」（日语：キンタン・カムイ・トー）或簡稱為「kamuy-to」（日语：カムイ・トー），意思為「山神的湖」。因為高透明度的關係，只能反射出藍色；而在大晴天時，湖面便透出特有的藍色，而這特有的藍色就被稱為「摩周藍」。
此外，摩周湖也以霧氣而聞名，霧氣也更增加了摩周湖的神秘氣氛。

## 地理
摩周湖為約7000年前火山噴發後形成的火山湖，完全沒有河川流入或流出，做為水源之一的周邊降雨透過土壌充分過濾，幾乎沒有有機物或磷酸鹽等生活廢水汙染。加上夏季溫度低，減緩了有機物的分解。另外，湖面的直接降雨忠實反映了大氣汚染的影響，因此摩周湖水也成為日本監測地球環境變化的對象之一。
由於長期以來湖水的水位變化不大，有學者認為可能有地下伏流與湖水相通，並推測伏流水的水源與位於湖東南方八公里的北海道區水產研究所虹別鮭鱒事業所附近的湧水，或是位於位於湖北方約四公里處的神之子池來自相同的伏流水。
在湖中間有一小島，被稱為神婆島（日语：カムイシュ島），湖岸周圍是海拔600公尺左右的陡峭火山口壁，東南端是最高峰「神之山」摩周岳（カムイヌプリ，標高857公尺）。現在整個破火山口範圍內列為阿寒摩周國立公園的特別保護地區，禁止車船進入。

### 神婆島（中島）

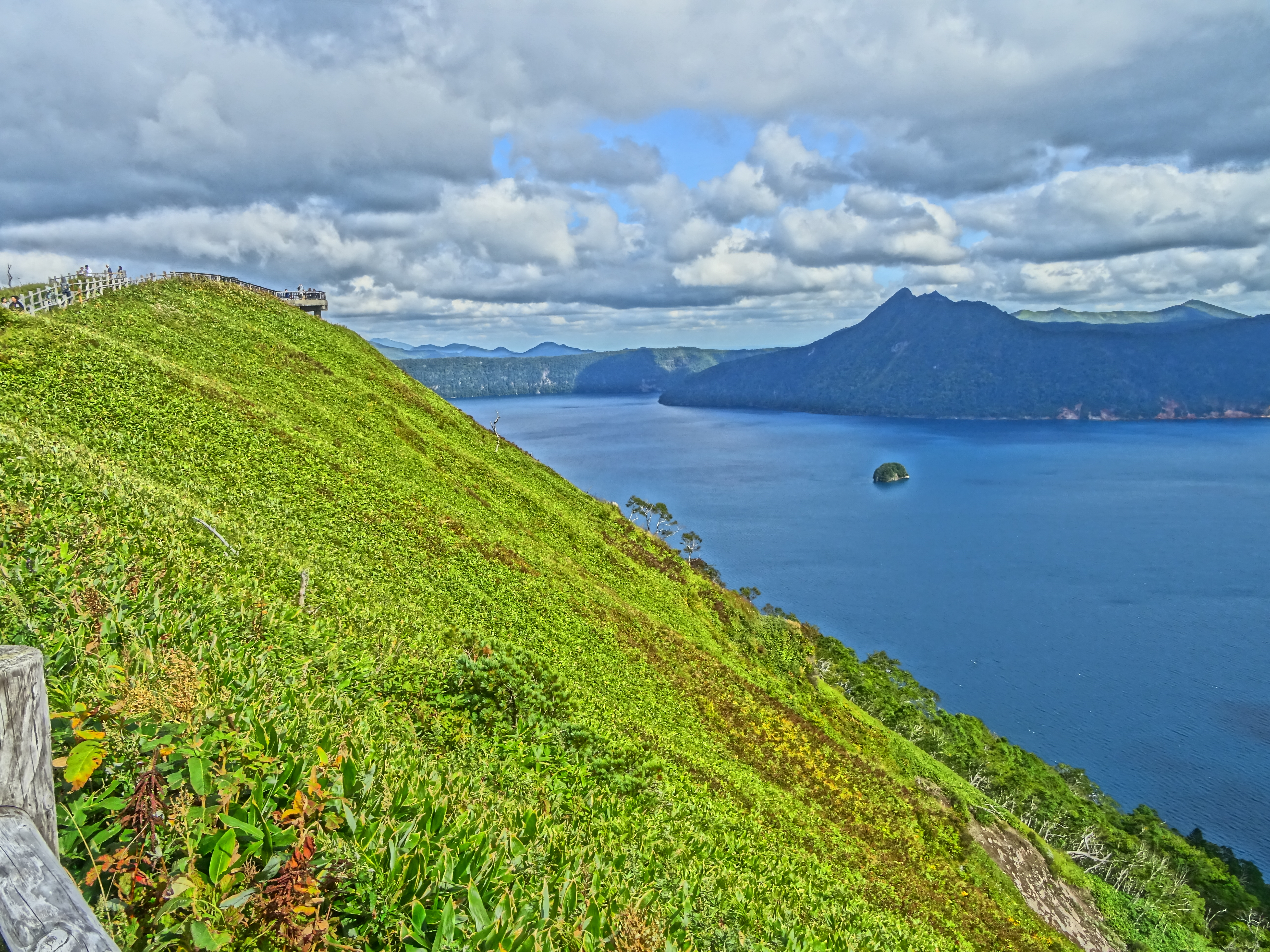
摩周湖與第3展望台、摩周岳、神婆島

摩周湖中央的神婆島（也被稱為中島）是露出湖面的英安岩質火山穹丘頂端部分，在1960年的調査中發現其表面的腐葉土僅5至10公分左右，島上的植物以庫頁冷杉、岳樺、蝦夷紫躑躅、苔桃為主，另有極少量赤竹類、蕨類植物。
神婆之名出自於愛努語口傳文學英雄敘事詩，其中「カムイ」意為「神或神靈」，「シュ」意為「老婆婆或老婦人」；神婆的傳說如下：
宗谷的部落（コタン）在送熊（熊祭）之夜開戰，落敗部落的老婆婆帶著孫子逃亡，然而途中兩人走失。老婆婆為了尋找孫子走到了摩周湖，並求神讓她在摩周岳休息一夜；然而，過於疲憊的老婆婆無法繼續移動，只能留在原地日日夜夜等待孫子歸來，最後變成了神婆島。直至今日，每當有人靠近摩周湖，以為孫子現身的老婆婆就會流下喜悅的眼淚，而其眼淚就是天空落下的雨、霧、雪。

### 法律地位

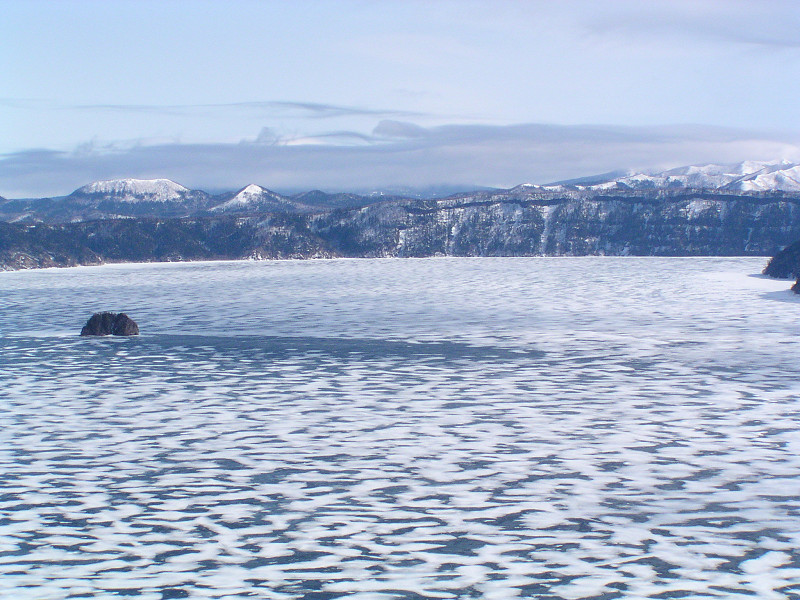
春前結冰的摩周湖與神婆島

由於沒有與河川相連，因此依據河川法非由國土交通大臣管理。浮島由於有樹木因此受農林水產省管轄，但湖的整體沒有樹木存在，又非屬農林水產省管轄範圍。1947年以前，此地做為御料地是由宮內省管轄（登記上的所有者是宮內大臣），但宮內廳管理部以「弟子屈町沒有所管財產存在」為由請求處理，2001年北海道財務局、北海道廳、弟子屈町等組成的協議會決議以不登記的方式由國家管理。
為了保護環境及維持神秘性，需有北海道知事許可才口進行水產動物的採集捕獲。破火山口壁內不僅一般民眾，大眾媒體與研究者的活動也受到國家嚴格限制。

## 生態系
最初摩周湖內只有蝦夷山椒魚棲息，但在1926年後，由道立水產孵化場陸續在戶內放養了虹鱒、姬鱒、蝦夷石斑魚、條紋長臂蝦，不過由於湖內食物來源不多，生長於湖內的魚體型也偏小。
1930年7月，在摩周湖內放養了現被列為特定外來生物種的信號小龍蝦作為魚飼料，原本這些小龍蝦平均長度為10公分左右，但1985年曾在湖內捕獲長達30公分的小龍蝦，而這些放養的魚類與甲殻類生物也造成湖內水蚤急速減少、浮游植物增加，使得水質惡化。

## 地質歷史

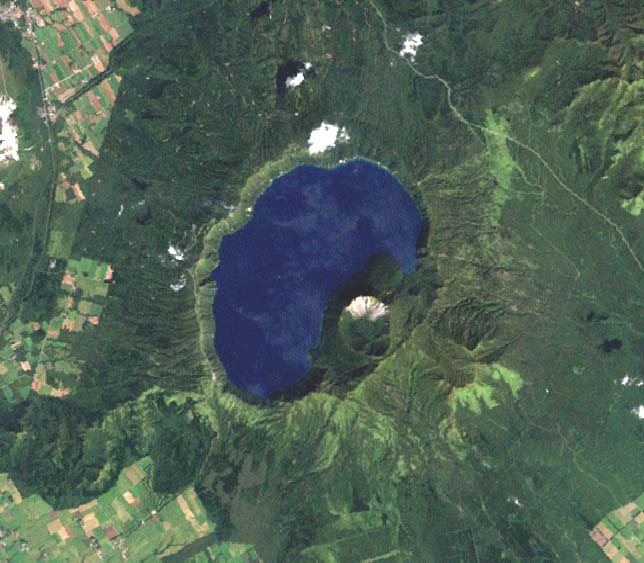
衛星照（1999年）

摩周湖一帶的火山活動起於約3萬年前。在山頂崩塌以前，是標高2,000公尺左右、山容如富士山的成層火山。當時外圍是安山岩質熔岩流形成的外輪山。約7000年前的大噴發後形成相當於現今摩周湖的破火山口。該次噴發與九州南方的鬼界破火山口是日本國內最新的破火山口大規模噴發。約4000年前起，破火山口東部開始噴火，形成摩周岳火山。同時期，破火山口中央（湖底）也形成火山穹丘的神婆島。

### 透明度
摩周湖在20世紀前半世紀曾經是世界透明度最高的湖泊，摩周湖在1930年的調查中，能見深度曾達41.6公尺，超越了貝加爾湖在1911年的40.5公尺，成為當時湖泊能見深度最深的世界紀錄，這樣的能見度一直維持到1946年；但自1950年代起，摩周湖的透明度開始下降，1952年（昭和27年）7月的調査為29公尺，之後維持在20公尺上下。2015年8月底的國立環境研究所調查為17.2公尺（2009年5月32.5公尺、2007年度26.8公尺、2006年度24.0公尺、2005年度14.0公尺、2004年度19.0公尺。
1946年至1952年之間為何透明度降低依然不明推測造成透明度下降的原因可能包括1952年的十勝沖地震、被放養在湖內的姬鱒和虹鱒、觀光客增加後所造成的內壁崩塌、人類帶來的尾氣、增加的蝦夷鹿等等。

## 霧的摩周湖
1966年布施明的歌曲《霧的摩周湖》提升了摩周湖的知名度，同時也為摩周湖增添了「濃霧、神秘」的印象。
而實際上當太平洋的暖濕空氣經釧路北上進入北海道內陸時，會先在沿岸區域急速冷卻形成濃霧，也因此摩周湖起霧頻率實際上略低於位於沿岸的釧路市周邊與釧路濕原。

## 觀景台
在摩周湖的西南側和西側設有「第一展望台」和「第三展望台」，其中在第一展望台旁還設有土產店；在第一和第三展望台之間，過去還曾設有第二展望台，但現已關閉未開放使用。在摩周湖的東北側還有「裏摩周展望台」，其標高是現有三個展望台中最低的，當第一、第三展望台因濃霧無法看到摩周湖時，裏摩周展望台仍有機會可以眺望湖面。
自JR釧網本線摩周站可搭乘阿寒巴士的摩周線前往第一展望台，此外釧路車站也有觀光巴士可以抵達第一展望台。但裏摩周展望台無法利用大眾運輸前往，僅能自行開車前往，

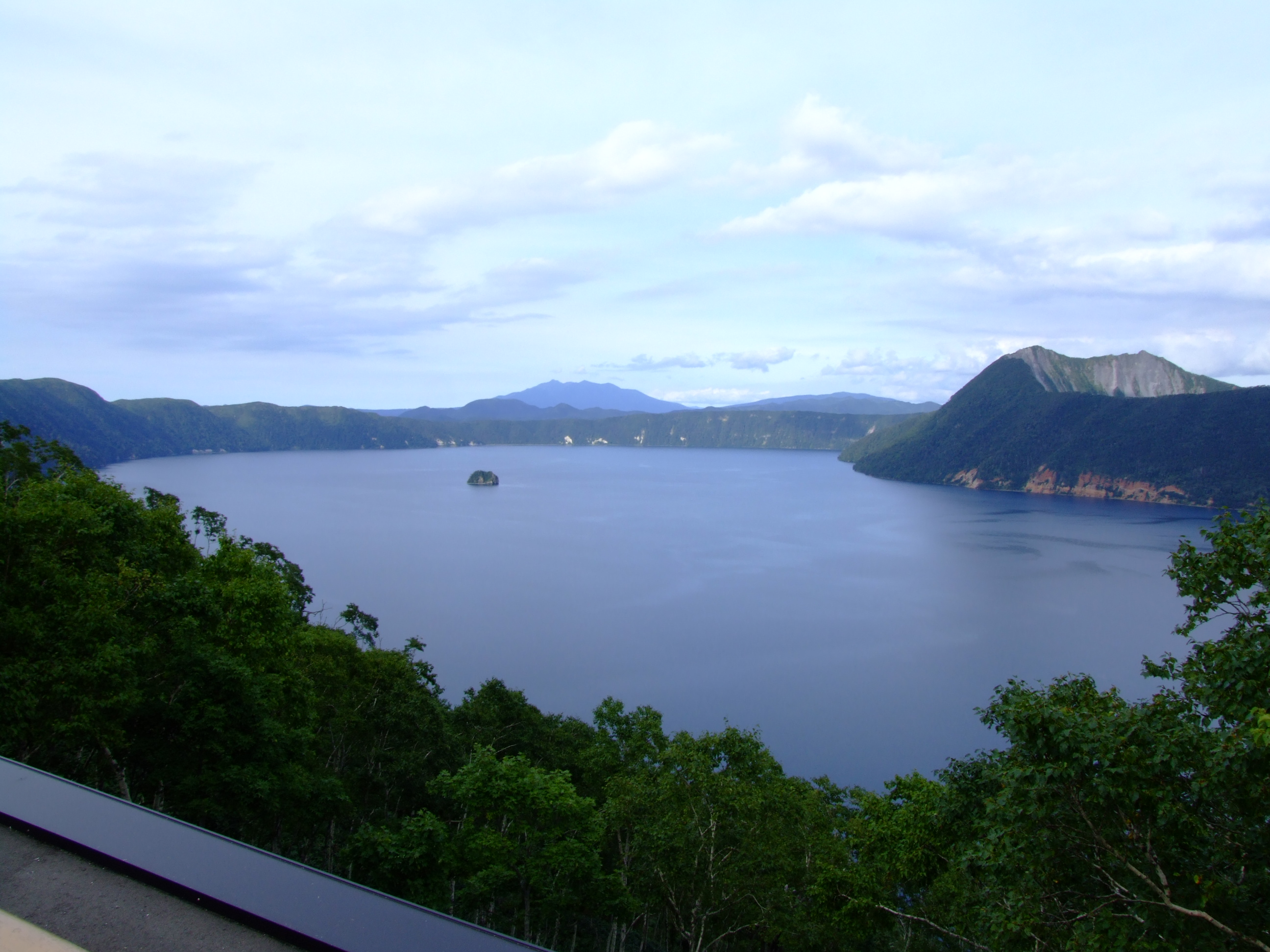
從第一展望台見到的摩周湖，右側為摩周岳。
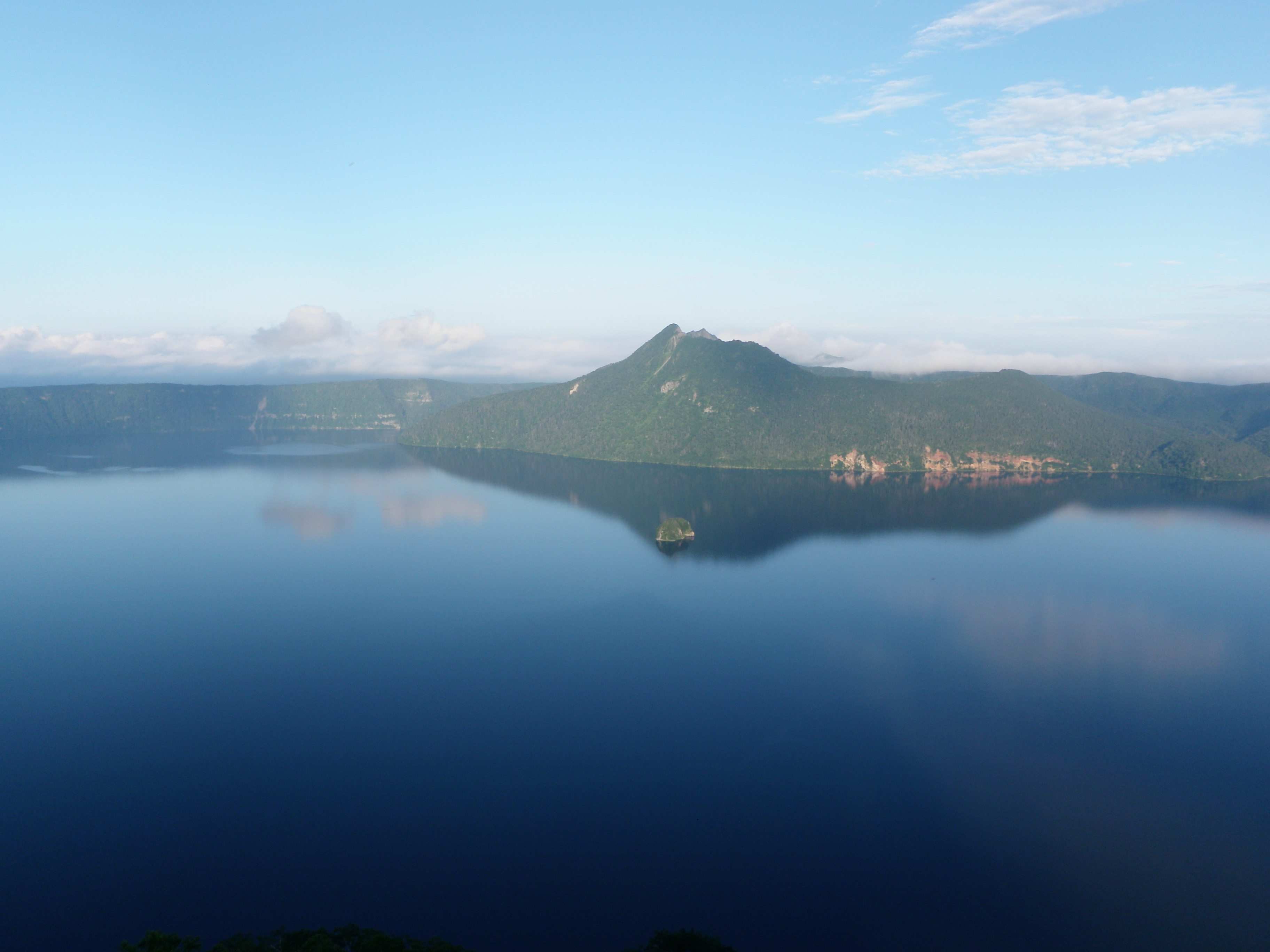
從第三展望台見到的摩周湖，湖對岸為摩周岳。
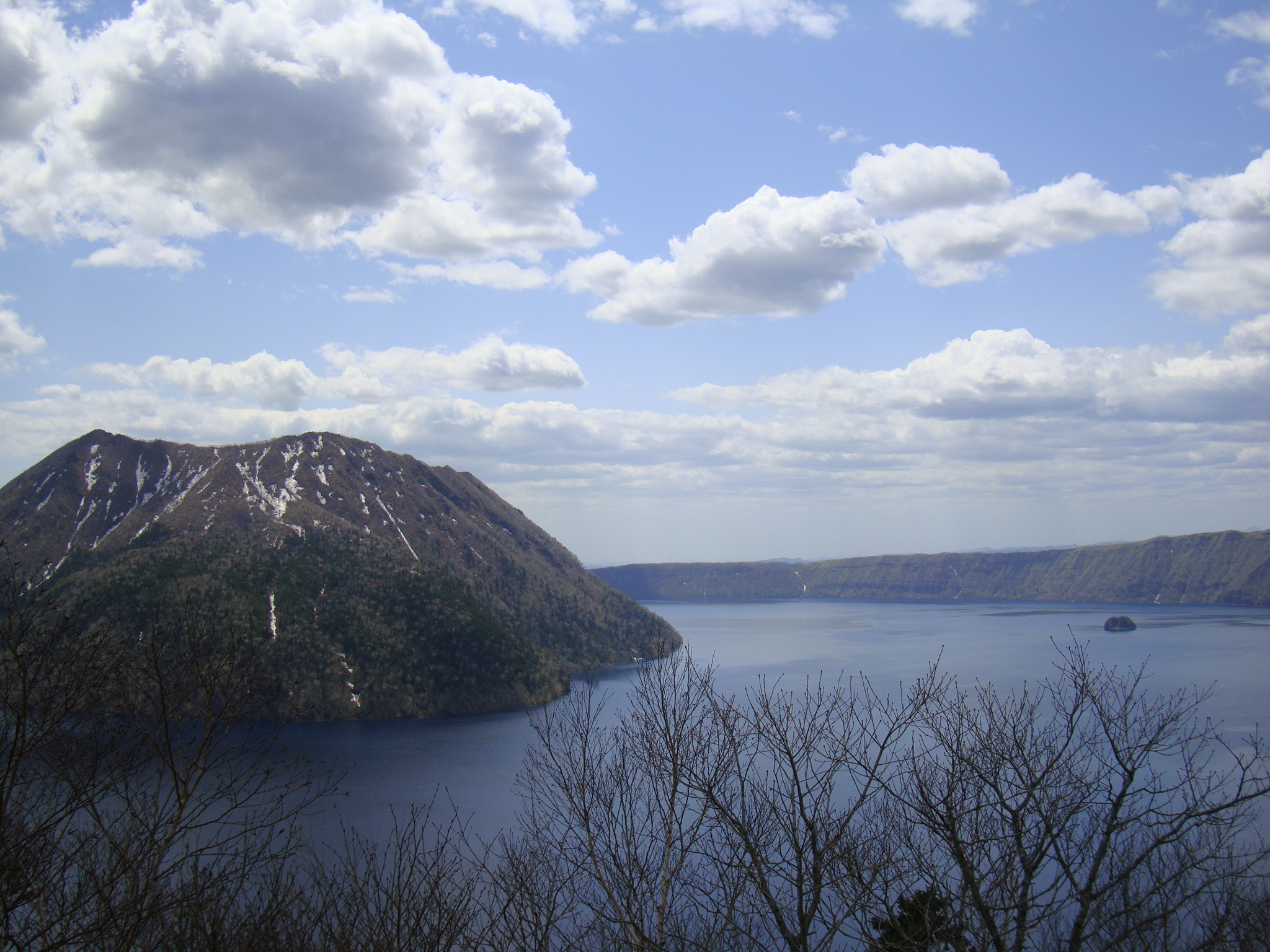
從裏摩周展望台見到的摩周湖，左側為摩周岳。
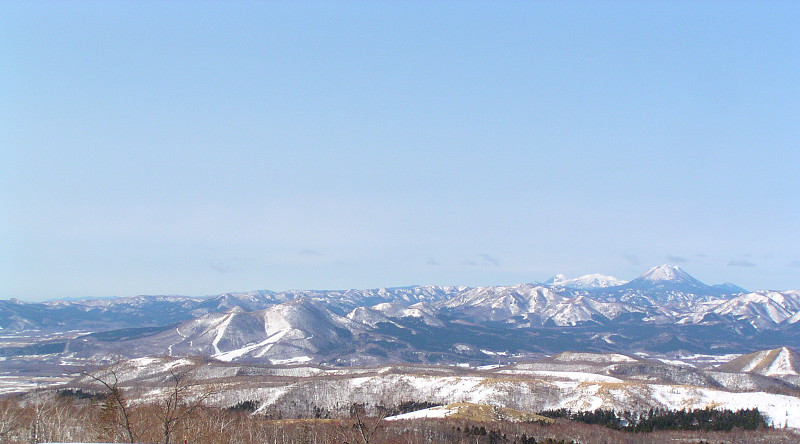
第一展望台所眺望的美留和側景色

## 外部連結
- 摩周 （页面存档备份，存于） - 氣象廳 全國的活火山活動履歴
- 日本的火山 摩周 （页面存档备份，存于） - 產業技術總合研究所 地質調査總合中心
- ＮＨＫ SPECIAL 幻之霧～摩周湖 神秘之夏～｜NHK名作選（動畫等） （页面存档备份，存于）